# 1. deild islandzka w piłce nożnej (1966)
Sezon 1966 był 55. sezonem o mistrzostwo Islandii. Drużyna KR nie obroniła tytułu mistrzowskiego, zdobył go natomiast zespół Valur, zdobywając trzynaście punktów w dziesięciu meczach i wygrywając mecz finałowy. Po sezonie spadł zajmujący ostatnie miejsce zespół Þróttur Reykjavík.

## Drużyny
Po sezonie 1965 z ligi spadł zespół Fram, z 2. deild awansowała natomiast drużyna Þróttur Reykjavík wobec czego do sezonu 1966 ponownie przystąpiło sześć zespołów.
| Uczestnicy poprzedniej edycji                                                                                 | Uczestnicy poprzedniej edycji | Uczestnicy poprzedniej edycji | Uczestnicy poprzedniej edycji |
| --- | ----------------------------- | ----------------------------- | ----------------------------- |
| KRE | KR                            | 1                             |                               |
| ÍA | Akraness                      | 2                             |                               |
| ÍBK | Keflavík                      | 3                             |                               |
| ÍBA | ÍBA Akureyri                  | 4                             |                               |
| VAL | Valur                         | 5                             |                               |
| Awans z 2. deild                                                                                              |                               |                               |                               |
| ÞRR | Þróttur Reykjavík             | 1                             |                               |
| Oznaczenia: - kolumna pierwsza – skróty nazw drużyn, - kolumna trzecia – miejsce zajęte w poprzednim sezonie. |                               |                               |                               |

## Tabela
| Lp. | Drużyna           | M  | Z | R | P | Bramki | Bramki | Różn. | Pkt      | Uwagi                                    |
| --- | ----------------- | -- | - | - | - | ------ | ------ | ----- | -------- | ---------------------------------------- |
| 1   | Keflavík          | 10 | 6 | 2 | 2 | 23     | 12     | +11   | 14       | baraż o mistrzostwo                      |
| 1   | Valur (M)         | 10 | 6 | 2 | 2 | 20     | 12     | +8    | 14       | baraż o mistrzostwo                      |
| 3   | ÍBA Akureyri      | 10 | 4 | 4 | 2 | 20     | 17     | +3    | 12\|\|\| |                                          |
| 4   | KR                | 10 | 4 | 2 | 4 | 19     | 13     | +6    | 10       | Puchar Zdobywców Pucharów • 1/16 finału1 |
| 5   | Akraness          | 10 | 2 | 3 | 5 | 13     | 21     | −8    | 7\|\|\|  |                                          |
| 6   | Þróttur Reykjavík | 10 | 0 | 3 | 7 | 7      | 27     | −20   | 3        | Spadek do 2. deild                       |

## Wyniki
| Gospodarz \ Gość  | ÍA  | ÍBA | ÍBK | KRE | VAL | ÞRR |
| Akraness          |     | 2:7 | 2:1 | 1:2 | 1:1 | 3:1 |
| ÍBA Akureyri      | 2:1 |     | 0:5 | 1:0 | 1:1 | 5:1 |
| Keflavík          | 4:1 | 1:1 |     | 2:1 | 3:2 | 1:0 |
| KR                | 1:1 | 2:2 | 0:2 |     | 1:0 | 5:0 |
| Valur             | 1:0 | 3:0 | 4:3 | 3:2 |     | 1:0 |
| Þróttur Reykjavík | 1:1 | 1:1 | 1:1 | 1:5 | 1:4 |     |

Źródło: Knattspyrnusamband Íslands (isl.)
Objaśnienia:
1Drużyna gospodarzy jest wymieniona po lewej stronie tabeli.
Kolory: zielony – zwycięstwo gospodarzy, żółty – remis, różowy – zwycięstwo gości.

## Baraż o mistrzostwo
O mistrzostwie Islandii w sezonie 1966 zadecydowały dodatkowe dwa bezpośredni mecze pomiędzy drużynami Valur i Keflavík. W pierwszym meczu po 120 minutach padł remis 2:2, dlatego tydzień później rozegrany został kolejny pojedynek. Drugi mecz zwyciężył zespół z Reykjavíku i zdobył kolejny tytuł mistrzowski rozgrywek piłkarskich na Islandii, równocześnie kwalifikując się do Pucharu Europy.
| 25 września 1966 14:00 | Valur | 2:2Raport | Keflavík | Laugardalsvöllur, Reykjavík |
|                        |       |           |          |                             |

| 2 października 1966 14:00 | Valur | 2:1Raport | Keflavík | Laugardalsvöllur, Reykjavík |
|                           |       |           |          |                             |

## Najlepsi strzelcy
| Bramki | Strzelcy            | Drużyna      |
| ------ | ------------------- | ------------ |
| 10     | Jón Kári Jóhannsson | Keflavík     |
| 7      | Kári Árnason        | ÍBA Akureyri |
| 7      | Ingvar Elísson      | Valur        |